# Percnon
Percnon   (Gistel, 1848) è l'unico genere di granchi nella famiglia Percnidae.

## Tassonomia
Comprende le seguenti specie:
- Percnon abbreviatum (Dana, 1851)
- Percnon affine (H. Milne Edwards, 1853)
- Percnon gibbesi (H. Milne Edwards, 1853)
- Percnon guinotae Crosnier, 1965
- Percnon pascuensis Retamal, 2002
- Percnon planissimum (J. F. W. Herbst, 1804)
- Percnon sinenseChen, 1977